# Goldstraße 25 (Quedlinburg)

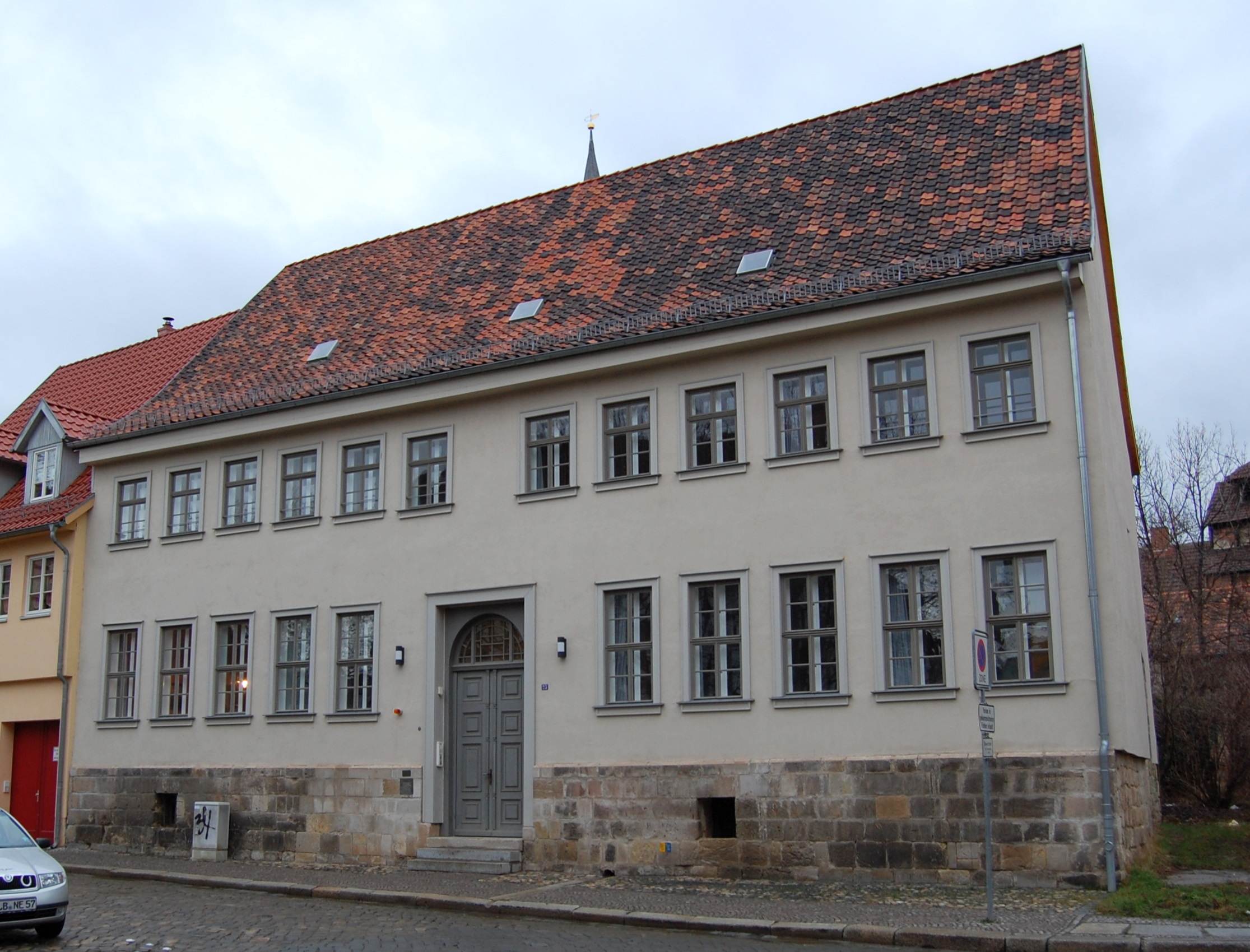
Wohnhaus Goldstraße 25, 2012

Das Wohnhaus Goldstraße 25 ist ein denkmalgeschütztes Wohnhaus in der Stadt Quedlinburg in Sachsen-Anhalt.

## Lage

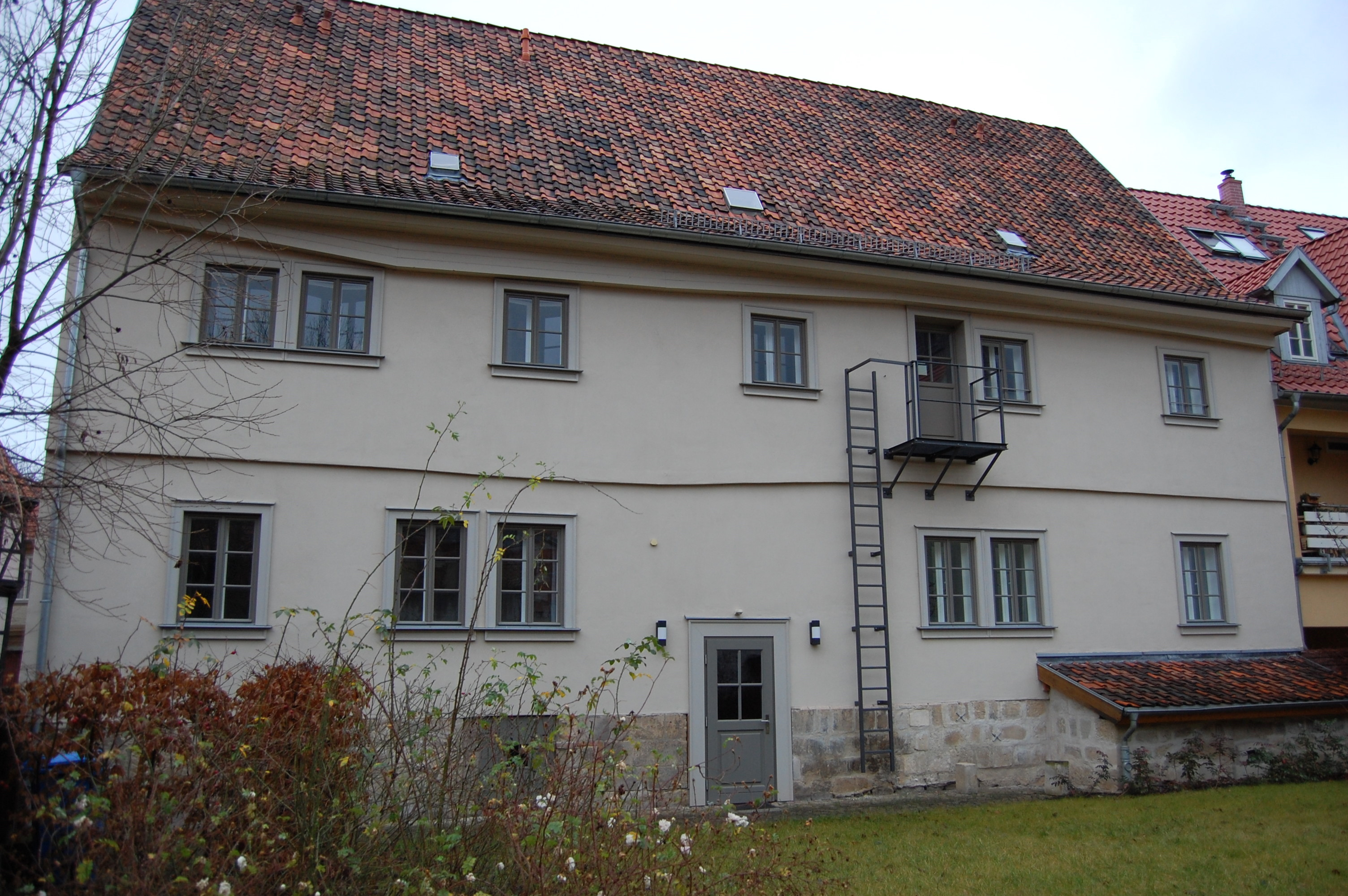
Rückseite

Das Gebäude befindet sich an der Adresse Goldstraße 25 an der Ecke zur Schmalen Straße im nördlichen Teil der als UNESCO-Weltkulturerbe ausgewiesenen Altstadt Quedlinburgs. Im Haus befinden sich sieben Ferienwohnungen, die vom Quedlinburger Hotel Theopano bewirtschaftet werden.

## Geschichte
Das im Quedlinburger Denkmalverzeichnis eingetragene Wohnhaus entstand auf einem hohen Quadersockel als Fachwerkhaus in der Zeit um 1820. Das Haus verfügt über einen Keller mit Tonnengewölbe der wohl bereits aus der zweiten Hälfte des 17. Jahrhunderts stammt und von einem Vorgängerbau stammt. 1884 erweiterte Eigentümer Hermann Kulp das Haus. Über längere Zeiträume befand sich in dem Gebäude ein Leihhaus und dann eine Thermometerfabrik. Von 1935 bis 1937 wurde ein auf dem Hof des Grundstücks befindliches, in den 1990er Jahren abgerissenes Gebäude, von der jüdischen Gemeinde Quedlinburgs als Gebetsraum genutzt. 1938 wurde es zwangsversteigert und gelangte in den Besitz der Stadtsparkasse. Ab 1943 befand es sich wieder in Privateigentum und wurde als privates Wohnhaus genutzt.
Die Gebäudesubstanz verschlechterte sich erheblich. 1994 wurde erfolglos eine erste Sanierung versucht. Letztlich stand das Haus leer und verfiel. Es wurde dann im Jahr 2000 von der Deutschen Stiftung Denkmalschutz übernommen. Ab Herbst 2001 wurde es als erstes Objekt zum alleinigen Projekt einer Jugendbauhütte. Bis zum Jahr 2007 fand durch die Teilnehmer der Jugendbauhütte unter fachlicher Anleitung des Deutschen Fachwerkzentrums Quedlinburg eine denkmal- und umweltgerechte Sanierung statt. Es arbeiteten zumindest jeweils sechs Jugendliche am Objekt, die häufig ein Freiwilliges Jahr in der Denkmalpflege absolvierten. Die Teilnehmer stammten aus Deutschland, kamen zum Teil aber auch aus Japan, Russland und Frankreich. Zunächst wurde das Gebäude freigelegt und vermessen. Zu beachten war, dass die am Gebäude in der Vergangenheit durch vorherige Umbauten entstandenen Verformungen, durch die jetzigen Bauarbeiten nicht noch weiter verstärkt werden. Die Vermessungen nahmen auch die eingetretenen Verformungen exakt auf. In einigen Räumen gab es einen Höhenunterschied 0,53 Metern auf einer Länge von 4 Metern. Im Zuge der Arbeiten wurde der Höhenunterschied auf 0,15 Meter verringert.
Zugleich untersuchte man die Baugeschichte des Hauses, die für die Planung der Sanierungsarbeiten und der zu verwendenden Baustoffe herangezogen wurden. Der neu geplante Grundriss orientierte sich an alten Lösungen des 19. Jahrhunderts und bezog die bestehenden Fachwerkwände ein.
Dann folgten Steinmetz- und Zimmererarbeiten, aber auch Lehmbau und Arbeiten aus dem Bereich des Tischler- und Malerhandwerks. Insbesondere wurden die historischen Fenster saniert und aufgearbeitet. Es wurden sowohl Holz- als auch Fliesenfußböden verlegt. Im Erdgeschoss erhielt der Fußboden mit Blähton gedämmt. Die Außenwände erhielten mittels einer Mauerschale aus Leichtlehmsteinen eine Innendämmung. Der Abstand zwischen dieser Mauer und der Fachwerkwand wurde mit Strohlehm verfüllt. 
Als Fenster dienen zweiflügelige Blendrahmenfenster mit Kämpfern und zweiflügeligem Oberlicht. Im Keller des Hauses konnten noch einige barocke vierflügelige Blendrahmenfenster, wohl des Vorgängerbaus, gefunden werden. Die alten Einfachfenster wurden zu Kastenfenster umgebaut. Einige Fenster enthalten noch das ursprüngliche gewalzte Glas. In einem Depot wurden ehemals im Gebäude befindliche barocke Türen gefunden, die aufgearbeitet und wieder eingefügt wurden.
Die Diele als Eingangsbereich des Hauses wurde nach den aufgenommenen restauratorischen Befunden wiederhergestellt und mit den ursprünglichen Wandgestaltungen vom Anfang des 20. Jahrhunderts versehen. Die Holztreppen wurden entsprechend ihrer Konstruktion aus dem 19. Jahrhundert wieder hergestellt.
Das Jugendbauhütten-Projekt Goldstraße 25 war Teil der Internationalen Bauausstellung Stadtumbau 2010 in Sachsen-Anhalt. Im Februar 2007 erfolgte die Übergabe an die als Bauherr fungierende Stiftung. Die Stiftung hatte 813.000 € für die Sanierung zur Verfügung gestellt. Bei Anwesenheit des Landesverkehrsministers Karl-Heinz Daehre und des Kultusministers Jan-Hendrik Olbertz und des Generalsekretärs der Stiftung Denkmalschutz, Robert Knüppel, erfolgte dann am 15. Oktober 2007 eine offizielle Übergabe.

## Architektur

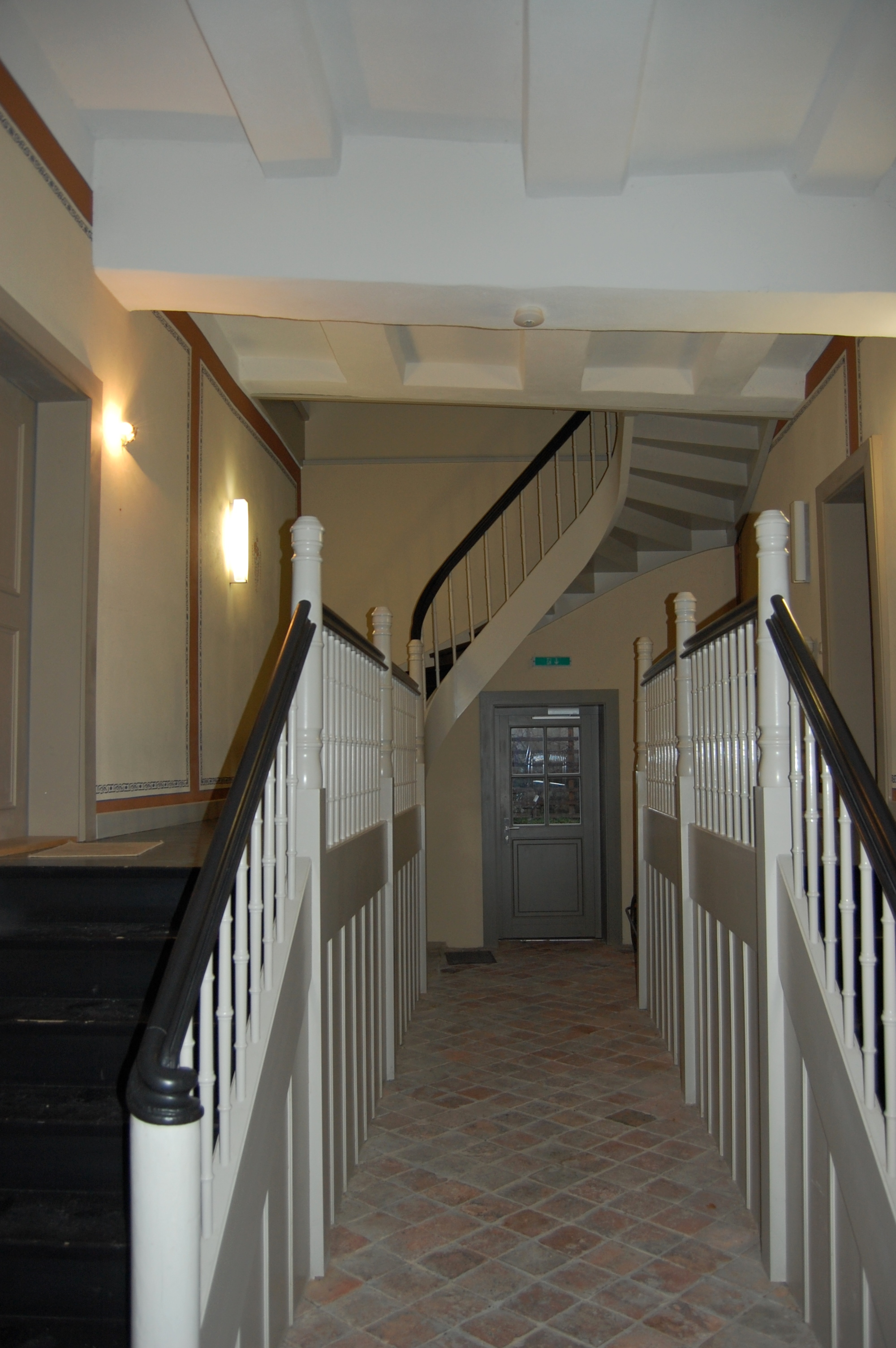
Hausflur

Das zweigeschossige Fachwerkgebäude entstand in der Zeit des Übergangs vom Barock zum Klassizismus. Die Fassadengestaltung zeigt klassizistische Züge und war wohl bereits ursprünglich verputzt, so dass es in seinem äußeren Erscheinungsbild einem aus Stein errichteten Gebäude gleicht. Andere Angaben sprechen von einer Verputzung bei einer größeren Umbaumaßnahme im 19. Jahrhundert, bei der man das Erdgeschoss in die Flucht des zuvor überkragenden Obergeschosses gesetzt und hierbei auch die Balkenköpfe abgesägt habe. Ende des 20. Jahrhunderts war es dann jedoch unverputzt, erhielt jedoch bei der denkmalgerechten Sanierung einen mehrlagigen Kalkputz und eine helle Farbgebung. Zugleich fügte man jedoch eine Außendämmung von zwei Zentimeter starken Matten aus Schilfrohr hinzu. Die Ständer des Fachwerks haben, wie bei Fachwerkbauten dieser Zeit üblich, keine konstruktive Funktion. Anders als bei älteren Fachwerkhäusern kragt das obere Geschoss des Hauses nicht in Richtung Straße vor. Der Sandsteinsockel des Hauses ist zweischalig aufgebaut. Die äußere Sandsteinschicht war während des Umbaus im 19. Jahrhundert vorgesetzt worden und musste bei der Sanierung Anfang des 21. Jahrhunderts in Teilen erneuert werden.